# Ollie Cooper
Pour les articles homonymes, voir Cooper.
Oliver « Oli » Joseph Cooper (né le 14 décembre 1999 à Derby, en Angleterre) est un footballeur international gallois qui joue au poste de milieu de terrain à Swansea City. Il est le fils de Kevin Cooper.

## Biographie

### En club
Formé à Swansea City, il fait ses débuts pour le club le 9 janvier 2021 lors d'un match de la Coupe d'Angleterre de football contre Stevenage. 
Le 31 août 2021, il est prêté à Newport County.

### En équipe nationale
Le 28 mars 2023, il fait ses débuts internationaux lors d'un match contre la Lettonie.